# King’s Field (серия игр)
King’s Field (яп. キングスフィールド) — серия компьютерных игр в жанре Action/RPG, разработанная FromSoftware. Игры этой серии выходили на PlayStation, PlayStation 2, PlayStation Portable, Microsoft Windows, мобильные устройства.
Первая игра, King’s Field, вышла в 1994 году для платформы PlayStation.

## Игры серии
| 1994 | King’s Field                                 |
| 1995 | King’s Field II                              |
| 1996 | King’s Field III                             |
| 1997 |                                              |
| 1998 |                                              |
| 1999 |                                              |
| 2000 | Sword of Moonlight: King’s Field Making Tool |
| 2001 | King’s Field IV                              |
| 2002 |                                              |
| 2003 |                                              |
| 2004 | King’s Field Mobile                          |
| 2005 | King’s Field Mobile 2                        |
| 2006 | King’s Field EX                              |
| 2006 | King’s Field: Additional I                   |
| 2006 | King’s Field: Additional II                  |

### PlayStation
Первая игра серии King’s Field была выпущена только в Японии. Хотя она и не была локализована на английский язык, был сделан фанатский перевод.
В King’s Field игрок берёт на себя роль Джина Альфреда Форрестера. Он ищет своего пропавшего отца, Хаузера Форрестера, который исчез вместе со своими солдатами во время исследования подземного кладбища мёртвого короля. King’s Field короче других игр серии и состоит из пяти этажей. Игрового процесса состоит из сражений от первого лица, решения головоломок и исследования.
После успеха первой игры было выпущено продолжение, King’s Field II (в Северной Америке и Европе под названием King’s Field, без цифры). В сиквеле игрок берёт на себя роль принца Гранитики Алефа (яп. アレフ・ガルーシャ・レグナス), который терпит кораблекрушение на Меланате, проклятом острове, который привлек внимание нового короля Вердита.
В King's Field III (выпущенном в Северной Америке под названием King’s Field II) игрок берёт на себя роль вердитского принца Лайла (яп. ライル・ウォリシス・フォレスター), который пытается раскрыть причины внезапного безумия своего отца Джина и восстановить своё королевство. Большая часть игры происходит над землей, но основные аспекты игрового процесса остаются неизменными.

### PlayStation 2
King’s Field IV (выпущенная под названием King’s Field: The Ancient City в Северной Америке) была первой игрой серии, выпущенной на консоли PlayStation 2. Вся игра происходит в Стране Бедствий, где когда-то жил лесной народ, пока на землю не обрушилось злое проклятие. Игрок берет на себя роль принца Девиана из Империи Азалин, которому было поручено вернуть причину проклятия, Идол Скорби, обратно на проклятую землю.

### PlayStation Portable
King’s Field: Additional I — первая игра серии, выпущенная на PlayStation Portable. Она был выпущена только в Японии и никогда не была локализована на английский язык. В этой игре используется пошаговый стиль игрового процесса.
Продолжение, King’s Field: Additional II, также было выпущено только в Японии. В нём появилась возможность импортировать персонажа из Kings Field: Extra I, включая все снаряжение и статистику.

### Microsoft Windows
Для платформы Microsoft Windows был выпущен инструмент Sword of Moonlight: King’s Field Making Tool, с помощью которого можно создавать автономные версии King’s Field, в которые можно играть без установки Sword of Moonlight. Вместе с инструментом поставлялся полный ремейк первой игры King’s Field.

### Мобильные устройства
King’s Field Mobile была выпущена в Японии для мобильных телефонов 14 января 2004 года. За ней последовали два продолжения: King’s Field Mobile 2, выпущенная 15 ноября 2005 года, и King’s Field EX, выпущенная 4 апреля 2004 года.

## Отзывы и критика
Критики восприняли серию неоднозначно. Игры часто критиковали за медлительность героя, малое количество игровых персонажей, сложный игровой процесс. Серию хвалили за сложные лабиринты, большие бесшовные миры, большое разнообразие предметов и магических способностей, а также за сюжет.
В отличие от других игр жанра Action/RPG, King’s Field ставит больше на исследования и мрачную атмосферу. Медленное движение персонажа облегчает потоковую передачу данных с игрового диска, что устраняет загрузочные экраны, присутствовавшие в большинстве игр для PlayStation.
Духовный преемник серии, Demon’s Souls, был выпущен в 2009 году. Эта игра, в свою очередь, послужила предшественницей серии Souls.